# Dominik Moll
Dominik Moll   (Bühl, 7 de maig de 1962) és un director i guionista francès.

## Biografia
De pare alemany i mare francesa, Dominik Moll va créixer a Baden-Baden abans de marxar a estudiar a la Universitat de la Ciutat de Nova York, després a l'Institut des hautes études cinématographiques] (IDHEC, ara La Fémis), on va dirigir diversos curtmetratges. Durant la seva etapa a l'IDHEC, va conèixer els seus primers socis artístics, Laurent Cantet i Gilles Marchand.
El 1983, Dominik Moll va fer el seu primer curtmetratge, The Blanket, basat en un conte de Charles Bukowski.
L'any 2000, va coescriure i dirigir Harry, un amic que us estima, un thriller seleccionat en competició al 53è Festival Internacional de Cinema de Canes i guardonat amb quatre Césars l'any següent, inclosos els de millor director i millor actor per a Sergi López.
El 2005, va dirigir el thriller pel·lícula fantàstica Lemming amb Charlotte Gainsbourg, André Dussollier i Charlotte Rampling, que va obrir el 58è Festival Internacional de Cinema de Canes.
El 2011 va estrenar El monjo de Matthew Gregory Lewis amb Vincent Cassel en el paper principal.

## Filmografia

### Com a director
- 1987: Le Gynécologue et sa secrétaire, un dels sis curtmetratges realitzats durant els seus estudis..
- 1993: Intimité, primer llargmetratge, inspirat en un conte de Jean-Paul Sartre.
- 2000: Harry, un amic que us estima.
- 2005: Lemming
- 2011: Le Moine (segons el conte homònim)
- 2013: Tunnel (sèrie de televisió).[4]
- 2016: Des nouvelles de la planète Mars
- 2019: Eden (sèrie de televisió Arte)
- 2019: Seules les bêtes, segons el conte homònim de Colin Niel, amb Laure Calamy i Valéria Bruni-Tedeschi.
- 2022: La nit del 12, basat en fets reals segons un llibre de Pauline Guéna, amb guió del propi Moll i Gilles Marchand.

### Com a guionista
- 2010: L'Autre Monde, dirigit per Gilles Marchand
- 2017:[5] Dans la forêt, dirigit per Gilles Marchand.

## Distincions

### Premis
- 2000: Premi Henri-Jeanson de la SACD.
- Césars 2001: millor director per Harry, un amic que us estima.
- Festival Internacional de Cinema de Tòquio 2019: Premi del públic per Seules les bêtes.[6]

### Nominacions i seleccions
- 53è Festival Internacional de Cinema de Canes: selecció oficial en competició amb Harry, un amic que us estima
- Césars 2001: millor pel·lícula i millor guió per Harry, un amic que us estima
- Premis BAFTA 2001: Millor pel·lícula en llengua estrangera per Harry, un amic que us estima
- 58è Festival Internacional de Cinema de Canes: selecció oficial en competició amb Lemming
- César 2020: Millor adaptació per Seules les bêtes